# Lengda
Lengda (kinesiska: 冷达, 冷达乡) är en socken i Kina. Den ligger i den autonoma regionen Tibet, i den sydvästra delen av landet, omkring 650 kilometer nordost om regionhuvudstaden Lhasa. Antalet invånare är 2 245. Befolkningen består av 1 158 kvinnor och 1 087 män. Barn under 15 år utgör 24,0 %, vuxna 15-64 år 69 %, och äldre över 65 år 6,0 %.
Genomsnittlig årsnederbörd är 755 millimeter. Den regnigaste månaden är juni, med i genomsnitt 172 mm nederbörd, och den torraste är januari, med 3 mm nederbörd.